# I Don’t Care (песня 2NE1)
«I Don’t Care» — второй сингл корейской поп-группы 2NE1 с одноимённого дебютного мини-альбома 2009 года. Песня возглавила основные хит-парады корейских музыкальных изданий и интернет-порталов.

## Информация о песне
Сингл «I Don’t Care» был издан 1 июля 2009 года. Глава лейбла YG Entertainment Ян Хён Сок отметил, что «I Don’t Care», в отличие от предыдущей песни «Fire», показывает группу с более мягкой и женственной стороны. Лидер группы CL заявила, что песня несет в себе «предупреждение для мужчин и совет для женщин».
Премьера видеоклипа «I Don’t Care» состоялась 9 июня 2009 года. На телешоу Inkigayo группа исполнила версию песни в стиле «регги», которая позже была появилась в продаже в цифровом формате.

## Список композиций
- цифровой сингл

1. «I Don’t Care» — 3:59

- I Don’t Care — Remixes

1. «I Don’t Care» (Reggae Mix Version) — 3:52
2. «I Don’t Care» (Baek Kyoung Remix) — 4:14

## Чарты
«I Don’t Care» возглавила основные корейские музыкальные хит-парады, включая Music Bank, M.Net’s M! Countdown, InkiGayo. Сингл стал лидером по количеству закачек в июле 2009 года. К октябрю 2012 года было продано более 4,5 миллионов цифровых копий сингла, благодаря чему он вошёл в топ-10 Кореи по цифровым продажам и получил премию Mnet Asian Music Awards в категории «Песня года».

## Награды
| Год  | Награда                 | Категория  | Результат |
| ---- | ----------------------- | ---------- | --------- |
| 2009 | Mnet Asian Music Awards | Песня года | Победа    |